# Maria da Roménia (1870–1874)
Maria da Roménia (Bucareste, 8 de setembro de 1870 - Castelo de Peleş, 9 de abril de 1874) foi a única filha do rei Carlos I da Roménia e da sua esposa, a princesa Isabel de Wied. Era herdeira presuntiva do trono da Roménia.

## Vida
A princesa Maria nasceu em Bucareste, sendo a primeira princesa da Roménia da Casa de Hohenzollern-Sigmaringen, no dia 8 de Setembro de 1870, e foi baptizada na Igreja Ortodoxa Romena, no Mosteiro de Cotroceni, perto do local onde se encontra hoje em dia o Palácio de Cotroceni. A sua família chamava-lhe "Mariechen", possivelmente devido às origens alemãs dos seus pais, ou "Itty". Todos os que conheceram Maria descreveram-na como uma criança bonita e adorável e diz-se que conseguia identificar diferentes países no mapa com dois anos e meio de idade. Diz-se que algum tempo antes de morrer, a princesa Maria disse à sua mãe que um dia gostava de poder andar em cima de uma estrela.

## Morte
A 5 de abril de 1874, a princesa adoeceu com Escarlatina, numa altura em que uma epidemia da doença devastava a cidade. Foi imediatamente levada para o Castelo de Peleş e tratada com todo o cuidado por um médico chamado Theodori e várias outras pessoas. A pequena princesa morreu a 9 de abril e foi enterrada no Mosteiro de Cotroceni. A pedido da sua mãe Isabel, foram gravadas as seguintes palavras do Evangelho de Lucas 8:52 na sua sepultura:
| “ | Não choreis; ela não está morta, mas dorme. | ” |

O funeral realizou-se na Igreja de Cotroceni, dentro do Palácio de Controceni. O caixão foi coberta com cetim branco, entrelaçado com ornamentos de renda de prata e foi feito no mesmo tamanho que um caixão para adultos porque o corpo da princesa tinha sido colocado dentro de vários caixões. Depois de uma missa que seguiu os rituais da Igreja Ortodoxa Romena, o cortejo fúnebre seguiu pelos jardins do palácio para o local onde seria enterrado ao lado da igreja. Os jardins eram o local onde a princesa mais tinha gostado de brincar e, doze dias antes, ela tinha lá estado a brincar com a sua ama.

## Legado

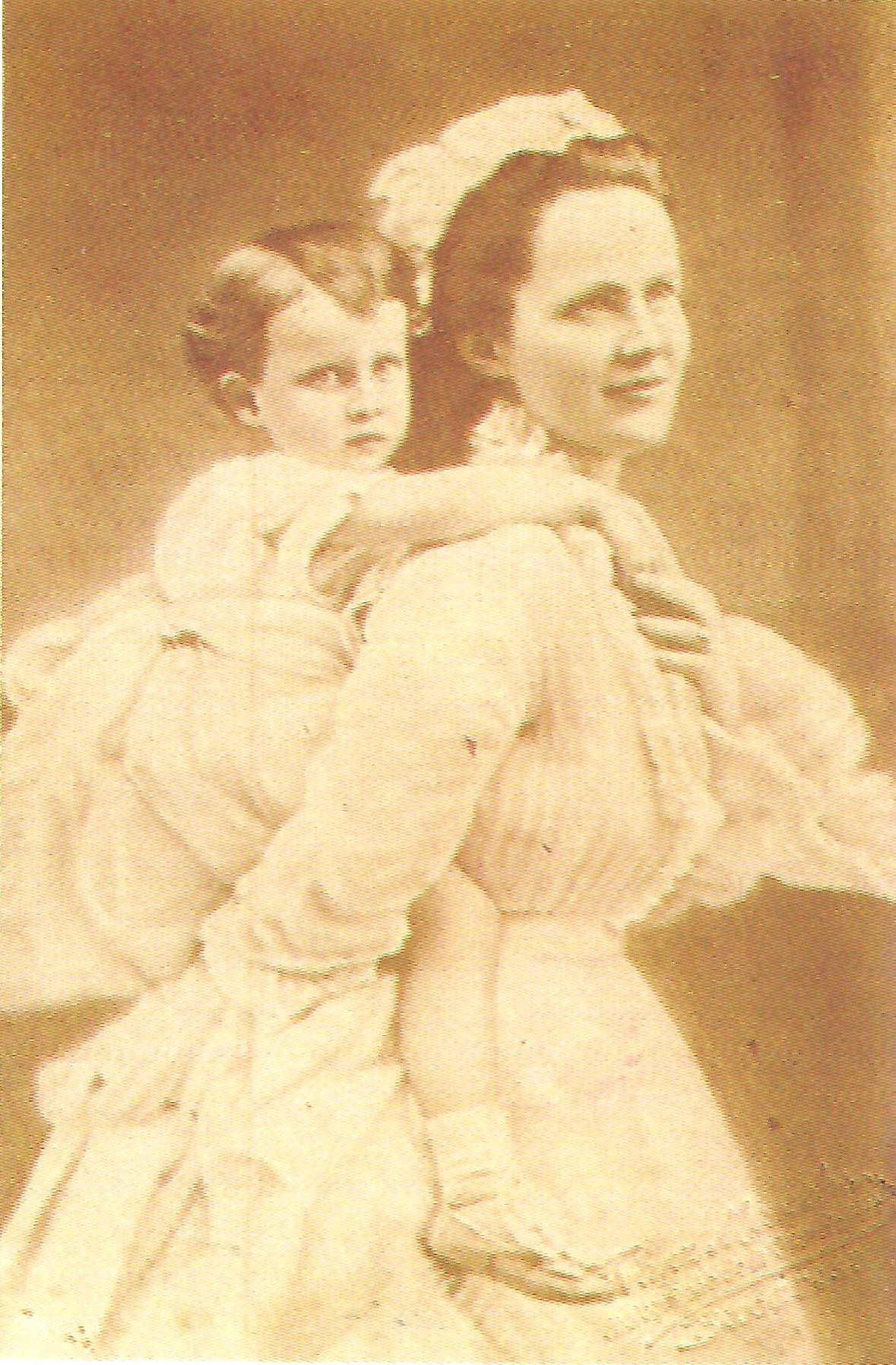
Maria nas costas da sua mãe

Os pais de Maria ficaram devastados com a sua morte. A 5 de maio desse ano, Carlos escreveu ao seu pai, o príncipe Carlos António de Hohenzollern, para lhe dizer que estava a pensar mudar-se para o Palácio de Cotroceni para ficar mais próximo da sepultura da sua filha:
| “ | Os nervos da Isabel estão tão alterados que é necessário ter o maior cuidado possível. Tenho de te confessar que muitas vezes também fico angustiado e sinto-me muito deprimido por causa da dor, mágoa e apreensão. Durmo muito pouco de noite e ouço repetidamente a minha pobre Isabel a gritar enquanto dorme: 'Morta, morta!'. Estes gritos de dor são, cada vez que os ouço, uma nova facada no meu coração ferido. | ” |

Noutra carta, desta vez dirigida a Lascăr Catargiu, o rei escreveu:
| “ | A melhor memória que a nossa filha perdida nos deixou e que é para nós um tesouro inestimável, foi o seu amor sem limites pelo país no qual nasceu, um amor tão forte que, apesar da sua tenra idade, fez com que sentisse muitas saudades de casa quando viajou pela primeira vez para o estrangeiro. | ” |

A morte da sua única filha fez com que a relação entre Carlos e Isabel piorasse e o casal acabaria por não ter mais filhos. Em 1875, Karl Storck esculpiu um busto da princesa a dormir que foi colocado sobre a sua sepultura. Este busto deu inspiração a Isabel para escrever muitos poemas emocionais. Quando Isabel morreu em 1916, foi cumprido o seu desejo e os restos mortais da filha foram exumados e o caixão foi colocado dentro do seu durante o cortejo fúnebre. Mãe e filha foram enterradas juntas na mesma sepultura na Catedral de Argeș. No Palácio de Isabel, ainda é possível visitar um móvel da década de 1880 que contém um molde em gesso da princesa.

## Genealogia
| Maria da Roménia | Pai: Carlos I da Roménia | Avô paterno: Carlos António de Hohenzollern | Bisavô paterno: Carlos de Hohenzollern-Sigmaringen |
| Maria da Roménia | Pai: Carlos I da Roménia | Avô paterno: Carlos António de Hohenzollern | Bisavó paterna: Maria Antonieta Murat              |
| Maria da Roménia | Pai: Carlos I da Roménia | Avó paterna: Josefina de Baden              | Bisavô paterno: Carlos I de Baden                  |
| Maria da Roménia | Pai: Carlos I da Roménia | Avó paterna: Josefina de Baden              | Bisavó paterna: Estefânia de Beauharnais           |
| Maria da Roménia | Mãe: Isabel de Wied      | Avô materno: Guilherme Carlos de Wied       | Bisavô materno: João Augusto Carlos de Wied        |
| Maria da Roménia | Mãe: Isabel de Wied      | Avô materno: Guilherme Carlos de Wied       | Bisavó materna: Sofia Augusta de Solms-Braunfels   |
| Maria da Roménia | Mãe: Isabel de Wied      | Avó materna: Maria de Nassau                | Bisavô materno: Guilherme, Duque de Nassau         |
| Maria da Roménia | Mãe: Isabel de Wied      | Avó materna: Maria de Nassau                | Bisavó materna: Luísa de Saxe-Hildburghausen       |